# غابرييل شاربنتييه
غابرييل شاربنتييه (بالفرنسية: Gabriel Charpentier)‏ هو لاعب كرة قدم فرنسي في مركز الهجوم، ولد في 17 مايو 1999 في فرنسا.

## وصلات خارجية
- غابرييل شاربنتييه على موقع قاعدة بيانات كرة القدم.إي يو (الإنجليزية)
- غابرييل شاربنتييه على موقع ليكيب (الفرنسية)
- غابرييل شاربنتييه على موقع Soccerbase.com (لاعب) (الإنجليزية)
- غابرييل شاربنتييه على موقع Soccerway.com (الإنجليزية)
- غابرييل شاربنتييه على موقع عالم كرة القدم.نت (الإنجليزية)